# ラ・ペリ (ブルグミュラー)
『ラ・ペリ』（仏: La Péri）は、1843年にフランスで初演された全2幕3場のバレエ作品である。作曲はピアノの練習曲集で有名なヨハン・ブルグミュラー、振付はジャン・コラーリによる。
ペルシャ神話に登場する妖精「ペリ」と人間の若者との愛を描いたもので、『ジゼル』 と同時代に作られたロマンティック・バレエの代表作の1つである。

## 概要
1841年にオペラ座で大成功を収めた 『ジゼル』 から2年余が経ち、主役を務めたバレリーナのカルロッタ・グリジの信奉者であった台本作家テオフィル・ゴーティエは、グリジ向けの新たな作品として本作品を企画した。きっかけは自分が忙しくパリで仕事をしていた時に友人の一人が休暇でエジプトに滞在していたことで、それをヒントに舞台を中東に設定したという。振付はジゼルを手掛けたジャン・コラーリ、作曲は新たにヨハン・ブルグミュラーが担当して、1843年7月17日にオペラ座で初演された。
グリジがタイトルロールのペリと女奴隷レイラの2役を、リュシアン・プティパが若者アクメを、デルフィーヌ・マルケ（Delphine Marquet）が後宮の女ヌルマールを演じた。
批評家でもあったゴーティエは、オペラ座の美術担当であるC・セシャンらの手になる背景画を「桃源の画家たる大ブリューゲルを彷彿させる」と持ち上げたうえに、ブルグミューラーの音楽をも「ジゼルのワルツのように観る者の記憶に残る、巧妙にして快活な旋律の数々…」と礼讃するはしゃぎ振りで、実際に本作品はジゼルには及ばなかったものの観客の好評を得た。しかし物語が複雑すぎて明確でなく、作品としてのまとまりを欠いていたともされ、もっぱら舞踊や衣装、装置、照明が醸し出す幻想的な雰囲気が魅力であったという。当時の別の批評家はこの点をふまえ、「ゴーティエでなく（振付家の）コラーリこそが真の作者」と評したと伝えられている。
この作品で人気となったのは、2メートルほどの段差上に作られた妖精の楽園から飛び降りてアクメの腕に抱かれる第1幕 『夢の踊り』（Pas du songe） と、衣の中に入り込んだ蜂を追い払う様を描く第2幕 『蜜蜂の踊り』（Pas de l'abeille） だった。前者はアクメ役のプティパが受け損なえばグリジが怪我をしかねないというもので、事故が起こるのを期待して毎日通い詰めた客もいたという。後者はグリジの扮するレイラが、纏っていたショールや衣を一枚ずつ脱いでゆくという19世紀当時としては大胆な表現だった。
ジゼルの成功後にやや冷たい批評にさらされていたグリジは、これによって再び評価が高まり、オペラ座との契約延長につながった。さらに2カ月後の9月30日にはロンドンでも上演され、再度プティパと共に主役を踊っている。

## あらすじ
| 主な登場人物 |                     |                      |
| ペリ         | La Péri             | 妖精の女王           |
| アクメ       | Achmet              | 王子                 |
| レイラ       | Leila               | 女奴隷               |
| ヌルマール   | Nourmahal           | アクメを慕う後宮の女 |
| パシャ       | Pasha               | レイラの持ち主       |
| 奴隷商人     | marchand d'esclaves | 奴隷を売りに来る商人 |

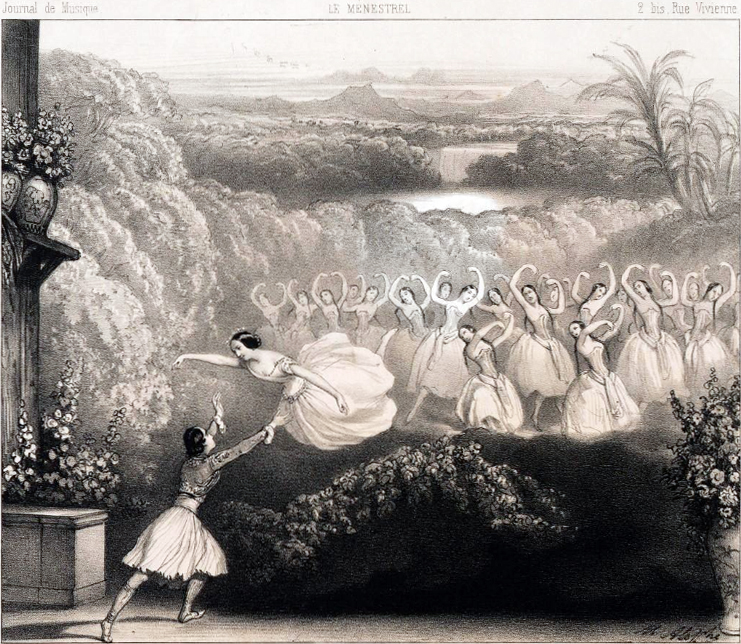
第1幕 『夢の踊り』。ペリは幻想の世界にアクメを誘うが、アクメはついてゆくことができない。やがてペリはアクメの腕に抱かれる。

舞台はエジプトのカイロ。現実に倦んだアクメはアヘンを吸引し、その幻の中で妖精の楽園に遊ぶ夢を見る。そこで出逢った妖精の女王、ペリに彼は魅せられる。
一方、現実の世界では、囚われの身から逃げようとした女奴隷レイラが、追っ手によって命を奪われていた。妖精の楽園から降臨したペリはレイラの身体に入り込み、彼女にかりそめの命を与える。
レイラはアクメの住む館に逃げ込むことに成功する。やがてアクメは、ペリにどこか似ている彼女を愛するようになる。アクメを愛するヌルマールは、レイラに激しく嫉妬しその命を奪おうと企て、レイラの持ち主だったパシャも身柄を奪い返そうとする。
レイラを返せと迫るパシャの要求をアクメはあくまでもはねつけ、ついには牢獄に監禁される。レイラはペリの姿に戻って牢獄内に現れ、レイラを諦めるようにと説得するが、アクメはそれをも拒む。
アクメはついに処刑されてしまうが、その魂をペリが救い、アクメとペリは一緒に妖精の楽園へと還ってゆく。

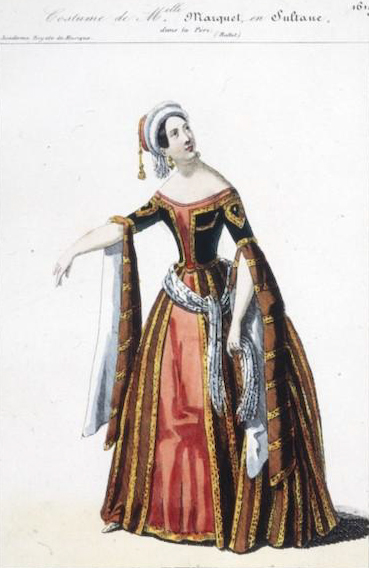
ヌルマール役のD・マルケ
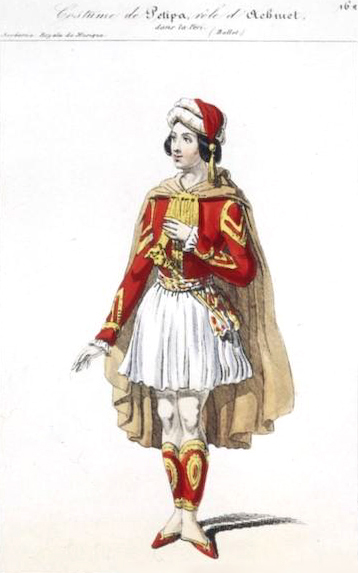
アクメ役のL・プティパ
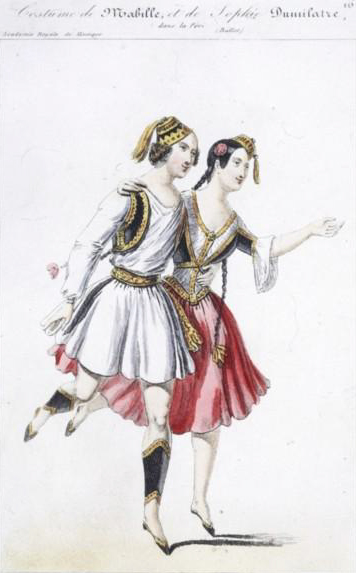
その他の端役

## コラーリ版以後
オペラ座での初演の後、前述のとおり9月にはロンドンで公演が行われ、こちらも観客に好評だった。翌1844年2月1日（新暦）にはロシアの帝室バレエ団によってサンクトペテルブルクでも上演され、E・アンドレヤノワがペリ役を踊った。さらに11月にはモスクワのボリショイ劇場でも上演された。
これほどの成功作であったにもかかわらず、オペラ座での 『ラ・ペリ』 の上演は1850年代には途絶えてしまった。1912年に同名のバレエ作品がパリで上演されたが、これはポール・デュカス作曲によるもので、物語は単純化されており妖精「ペリ」を題材にしている以外の共通点はない。後のアシュトン版（1931年、1956年）、リファール版（1946年）、G・スキビン版（1966年）などはすべてデュカスの音楽によるものである。
ブルグミューラーの楽曲を用いた『ラ・ペリ』 としては、20世紀では1975年に小品としてパ・ド・ドゥがキューバ国立バレエで作られただけであった。

### マラーホフ版
パリでの初演から160年余りを経た2010年2月27日、ヴラジーミル・マラーホフの新たな振付により、ベルリン国立バレエ団が本拠地ベルリン国立歌劇場で全幕上演を行った。初日は客演のディアナ・ヴィシニョーワがペリ役を、マラーホフがアクメ役を踊った。2日目の3月4日には中村祥子もペリ役を踊った。
19世紀のリトグラフを見て制作を思い立ったという
マラーホフは、無理にコラーリの演出を追及せず、衣装など視覚に訴える部分を重視した上で現代の舞踊で振り付けたという。このため模倣に陥らず、楽しい作品に仕上がったと好感する声が早くも上がっている。

## その他
- リチャード・ボニング指揮のロンドン交響楽団がこのバレエ曲の全曲録音を行っている。
- アンリ・エルツは、このバレエ曲を編曲して『ブルグミュラーのバレエ音楽「ペリ」のアラブのテーマによる変奏曲op.137』（Thème arabe (Pas de l'Abeille) de la Péri, avec Introduction, Variations et Finale Op.137）を発表している[9]。

## 文献
- Beaumont, Cyril W., 1949, Complete Book of Ballets, Putnam, pp.167-174
- Chapman, John, 1993, "La Péri", International Dictionary of Ballet, vol.2, St. James Press, ISBN 1-55862-158-X, pp.1102-1104.
- Au, Susan, "La Péri", 1998, International Encyclopedia of Dance, vol.5, pp.132-133, ISBN 0-19-517589-1
- 平林正司『十九世紀フランス・バレエの台本―パリ・オペラ座』（慶應義塾大学出版会、2000年）
- 小倉重夫編 『バレエ音楽百科』 （音楽之友社、1997年）
- 鈴木晶 『バレエ誕生』 （新書館、2002年）